# Chodiakowka
Chodiakowka (ros. Ходяковка) – wieś (ros. деревня, trb. dieriewnia) w zachodniej Rosji, w sielsowiecie suchinowskimrejonu głuszkowskiego w obwodzie kurskim.

## Geografia
Miejscowość położona jest 4 km od centrum administracyjnego sielsowietu suchinowskiego (Suchinowka), 10,5 km od centrum administracyjnego rejonu (Głuszkowo), 126 km od Kurska.

## Demografia
W 2010 r. miejscowość zamieszkiwało 201 osób.